# Embargo de armas
Un embargo de armas es un bloqueo aplicado a ese armamento. Es un tipo de sanción internacional de tipo militar que es aplicada por países, organismos internacionales o distintos entes. Un embargo de armas puede servir a uno o más propósitos:
1. Como señal de desaprobación del comportamiento por un actor determinado,
2. Para mantener una posición neutral en un conflicto en curso, o
3. Para limitar los recursos que un actor posee para ejercer la violencia sobre los demás.

## Ejemplos históricos

### Argentina
El presidente de los Estados Unidos, Jimmy Carter aplicó un embargo contra la Junta Militar de Argentina en el año 1976 debido a la guerra sucia. El Reino Unido se sumó al embargo después de la Guerra de las Malvinas en el año 1982. La prohibición se levantó en la década de 1990, cuando Argentina fue nombrada Aliado importante extra-OTAN. Durante el transcurso de esos años las Fuerzas Armadas argentinas trasladaron la compra de suministros de armas a países de Europa occidental y a Israel.

### Irán
Ha habido sanciones internacionales contra Irán desde el año 1979.

### República Popular China
Los Estados Unidos y la Unión Europea dejaron de exportar armas a la República Popular China después de 1989, debido a la reacción por el Partido Comunista Chino por las protestas en los alrededores de la Plaza de Tiananmen.

### Sudáfrica
El embargo de armas a Sudáfrica a partir del año 1977 se extendió a productos de doble uso. El embargo fue levantado por la  Resolución 919 en el año 1994.

### Israel
Durante el año 2024, durante el Genocidio en Gaza, al menos Bélgica, Italia, España, Países Bajos, Canadá, Colombia y Japón anunciaron que tenían previsto cancelar la compraventa de armas con Israel. En el caso de España y Canadá, el embargo no se acabó consumando, pero en el caso de Colombia sí. Países Bajos suspendió el envío de partes del avión de combate F-35.

## Lista actual de embargos de armas
Los países incluidos en la lista se encuentran bajo embargo de armas de las Naciones Unidas u otro organismos internacionales, como la (Unión Europea, la OSCE y otros) países. En algunos casos, el embargo de armas se complementa con un embargo comercial general, o  sanciones (financieras) o la prohibición de viajar para determinadas personas. En algunos casos, el embargo de armas se aplica a cualquier entidad que resida o esté establecida en el país, pero en otros es parcial, como las fuerzas del gobierno reconocido o las fuerzas internacionales para el mantenimiento de la paz están exentos del embargo.
- Argentina (por el Reino Unido), 2012-presente (levantado parcialmente en 2018)
- Armenia y Azerbaiyán (por la OSCE),[8] 1992-
- Birmania (por la UE),[9] 1990-
- Corea del Norte (por la ONU y la UE),[10] armas y bienes suntuarios, 2006-
- Costa de Marfil (por la ONU y la UE),[11] 2004-
- Eritrea (por la ONU y la UE),[12] 2010-
- Guinea (por la UE),[13] 2009-
- Hezbolá (por la ONU y la UE),[14] 2006-
- Irán (por la ONU y la UE),[15] 2006-
- Irak (por ONU y la UE),[16] 1990-
- Libia (por el Consejo de Seguridad de las Naciones Unidas), 2011
- República Democrática del Congo (por la ONU, la UE),[17] 2003/1993- (ONU/EU)
- República Popular China (por la EU/US),[18][19] 1989-
- Sierra Leona (por la ONU y la UE),[20] 1997-
- Somalia (por la ONU y la UE),[21] 1992/2002- (ONU/EU)
- Sudán (por la ONU y la UE),[22] 2004/1994- (por la ONU y EU)
- Uzbekistán (por la UE),[23] 2005-
- Venezuela (por la UE),[24] 2017-
- Yemen (por la ONU),[25] 2015-
- Zimbabue (por la UE),[26] 2002-

### Embargos anteriores
- Ruanda (por la ONU en Resolution 918 y la UE)[27] (por la ONU: 1994-2008 y la UE)
- Yugoslavia (por la ONU en Resolución 713 del Consejo de Seguridad de las Naciones Unidas y la UE)[28] (Por la ONU y la UE: septiembre de 1991.)
- República Centroafricana[29] (Por la ONU y la UE: 2013-2024.)